# Gehyra interstitialis
Gehyra interstitialis är en ödleart som beskrevs av  Oudemans 1894. Gehyra interstitialis ingår i släktet Gehyra och familjen geckoödlor. Inga underarter finns listade i Catalogue of Life.